# Джеймі Гаскрофт
Джеймі Гаскрофт (англ. Jamie Huscroft, нар. 9 січня 1967, Крестон, Британська Колумбія) — колишній канадський хокеїст, що грав на позиції захисника.

## Ігрова кар'єра
Професійну хокейну кар'єру розпочав 1987 року.
1985 року був обраний на драфті НХЛ під 171-м загальним номером командою «Нью-Джерсі Девілс». 
Протягом професійної клубної ігрової кар'єри, що тривала 15 років, захищав кольори команд «Нью-Джерсі Девілс», «Бостон Брюїнс», «Калгарі Флеймс», «Тампа-Бей Лайтнінг», «Ванкувер Канакс», «Фінікс Койотс» та «Вашингтон Кепіталс».
У регулярних матчах НХЛ провів 352 матчі (5+33) та набрав 1065 хвилин штрафного часу, в плей-оф 21 матч (0+1).